# Phật học
Phật học là một ngành nghiên cứu học thuật về Phật giáo. Thuật ngữ Phật học (Buddhology) được Estlin Carperter - một mục sư nhất vị luận - đặt ra vào đầu thế kỷ 20, có nghĩa là "nghiên cứu về Phật quả, bản chất của Đức Phật và giáo lý của một vị Phật", nhưng nói chung trong bối cảnh đương đại, hai thuật ngữ Phật học và Phật giáo thường được coi là đồng nghĩa. Theo William M. Johnston, trong một số bối cảnh cụ thể, Phật giáo có thể được xem như một tập hợp con của Phật học, tập chung vào các thông điệp, giải kinh, bản thể luận và các thuộc tính của Phật. Các học giả Phật học tập chung vào lịch sử, văn hóa, khảo cổ, nghệ thuật, bác ngữ, nhân chủng, xã hội, thần học, triết học, thực hành, so sánh liên tôn giáo và các môn học khác liên quan đến Phật giáo.
Trái ngược với những nghiên cứu về Do Thái giáo hay Ki-tô giáo, lĩnh vực nghiên cứu về Phật giáo bị chi phối bởi "người ngoài" - đối với các nền văn hóa và truyền thống Phật giáo. Mặc dù cũng có những đóng góp lớn từ các trường đại học Nhật Bản, người gốc Á sinh sống tại phương Tây và người phương Tây tín ngưỡng Phật giáo.

## Chương trình đại học và học viện
Chương trình đào tạo sau đại học đầu tiên về Phật học ở Bắc Mỹ bắt đầu vào năm 1961 tại Đại học Wisconsin – Madision. Theo Prebish, Phật học tại Hoa Kỳ trước năm 1975 bị chi phối bởi Đại học Wisconsin, Đại học Harvard và Đại học Chicago. Các tổ chức khác tại Hoa Kỳ được công nhận chương trình đào tạo về Phật giáo bao gồm University of the West, Institute of Buddhist Studies, Naropa University, và California Institute of Integral Studies.
Các tổ chức nổi bật về nghiên cứu Phật học tại châu Âu có Đại học Oxford, Đại học Cambridge, Đại học Humboldt Berlin, Đại học Hamburg, Đại học Munich, Đại học Heidelberg, Đại học Bon, Đại học Vienna, Đại học Ghent, Sorbonne và School of Oriental and African Studies. Tại châu Á có Đại học Tokyo và Đại học Rissho là hai trung tâm lớn nghiên cứu Phật học lâu năm, và Đại học Nalanda mới đưa ra một chương trình đào tạo thạc sĩ vào năm 2016.

## Hiệp hội
- Hiệp hội nghiên cứu Phật giáo quốc tế

## Nhà xuất bản
Tạp chí chuyên nghiên cứu Phật giáo:
- Tạp chí Phật học Lưu trữ ngày 10 tháng 3 năm 2010 tại Wayback Machine
- Tạp chí Nghiên cứu Phật giáo Canada
- Phật giáo đương đại
- Phật giáo phương Đông Lưu trữ ngày 19 tháng 3 năm 2020 tại Wayback Machine
- Tạp chí Nghiên cứu Phật giáo Quốc tế Ấn Độ Lưu trữ ngày 17 tháng 12 năm 2014 tại Wayback Machine
- Tạp chí quốc tế về nghiên cứu Phật giáo nhân văn
- Tạp chí Đạo đức Phật giáo
- Tạp chí Triết học Phật giáo
- Tạp chí nghiên cứu Phật giáo Trung Quốc
- Tạp chí Phật giáo toàn cầu
- Tạp chí Nghiên cứu Ấn Độ và Phật giáo / Indogaku Bunkkyogaku Kenkyu
- Tạp chí của Hiệp hội Nghiên cứu Phật giáo Quốc tế
- Tạp chí của trường đại học quốc tế về nghiên cứu Phật giáo sau đại học
- Tạp chí của Trung tâm nghiên cứu Phật giáo Oxford
- Thế giới Thái Bình Dương: Tạp chí của Viện nghiên cứu Phật giáo
- Tịnh độ: Tạp chí của Hiệp hội nghiên cứu Phật giáo quốc tế Shin
- Tạp chí Nghiên cứu Phật giáo Sengokuyama
- Tạp chí Phật học quốc tế Thái Lan
- Tạp chí Phật giáo Universal Gate / 普 門

Ngoài ra, nhiều học giả xuất bản bài viết của mình trên các tạp chí khoa học mang tính khu vực (như Nhật Bản, Trung Quốc, v.v.), hay nghiên cứu tôn giáo nói chung, hoặc các ngành khác như lịch sử, nhân chủng học, ngôn ngữ. Một số ví dụ là:
- Tạp chí Ấn-Iran
- Tạp chí nghiên cứu tôn giáo Nhật Bản
- Tạp chí tôn giáo Trung Quốc Lưu trữ ngày 25 tháng 1 năm 2016 tại Wayback Machine
- Tạp chí tôn giáo đương đại
- Tạp chí Triết học Ấn Độ
- Tạp chí của Hội văn bản Pali
- Triết học phương Đông và phương Tây
- Nghiên cứu Phật giáo-Kitô giáo

Các nhà xuất bản đại học có ấn phẩm trong lĩnh vực này là Oxford, Cambridge, Indiana, Princeton, SUNY, và các viện đại học California, Michigan, Chicago, Hawaii và Virginia. Các nhà xuất bản phi đại học có Curzon Press, E.J. Brill, Asian Humanities Press, và Motilal Banarsidass.